# Wettunnel

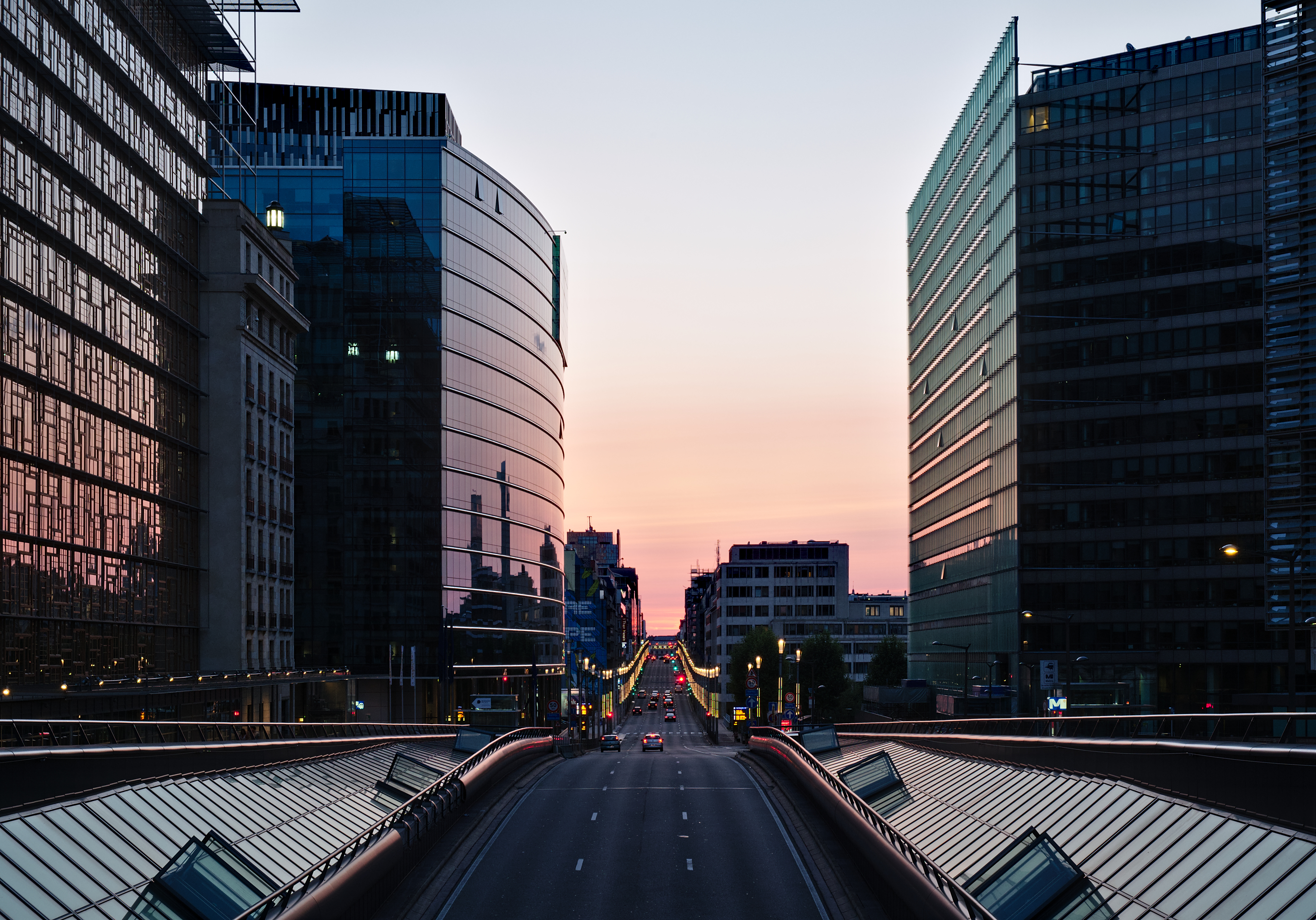
Uitrit van de Wettunnel richting Wetstraat

De Wettunnel is een verkeerstunnel in Brussel. De tunnel ligt onder de Wetstraat en onder het Robert Schumanplein en verbindt de Jubelparktunnel met de Wetstraat. Vanuit de Belliardtunnel is er een aansluiting met de Wettunnel richting Jubelpark. De Wettunnel ten oosten van het Robert Schumanplein is enkelrichting voor het verkeer richting centrum. De Wetstraat is een drukke invalsweg naar de kleine ring van Brussel.
Annie Cordytunnel · Baljuwtunnel · Belliardtunnel · Boileautunnel · Deltatunnel · Georges Henritunnel · Hallepoorttunnel · Jubelparktunnel ·Koninginnetunnel · Kortenbergtunnel · Kruidtuintunnel · Kunst-Wettunnel · Louizatunnel · Madoutunnel · Montgomerytunnel · Naamsepoorttunnel · NAVO-tunnel · Pachecotunnel · Reyerstunnel · Rogiertunnel · Stefaniatunnel · Tervurentunnel · Troontunnel · Van Praettunnel · Vleurgattunnel · Wettunnel · Woluwetunnel